# Buchenavia acuminata
Buchenavia acuminata är en tvåhjärtbladig växtart som beskrevs av Arthur Wallis Exell och Stace. Buchenavia acuminata ingår i släktet Buchenavia och familjen Combretaceae. Inga underarter finns listade i Catalogue of Life.